# Ferdinand Takyi
Ferdinand Takyi (* 28. August 1994 in Bremen) ist ein deutsch-ghanaischer Fußballspieler.

## Karriere
Er spielte in seiner Jugend erst in Bremen beim Blumenthaler SV und wechselte später zu Eintracht Braunschweig. Von dort wechselte er zur Spielzeit 2013/14 wieder zurück in die Nähe seiner Heimatstadt nach Achim zum TB Uphusen. Hier absolvierte er in der laufenden Saison für die Oberliga-Mannschaft sieben Partien und erzielte in seiner ersten Partie auch ein Tor. Jedoch kam er nicht über den Status eines Reservisten hinaus. Als Nächstes ging es zur Saison 2014/15 in den englischen Non-League football zu Banstead Athletic. Bereits im September 2014 ging es von hier weiter zum Farnborough FC und im Oktober zu den Walton Casuals. Hier verblieb er dann aber auch bis zum Ablauf der laufenden Runde.
Anschließend verließ er England wieder und schloss sich im Sommer 2015 in Lettland dem FK Spartaks Jūrmala an. Hier spielte er mit dem Team in der Qualifikation für die Europa League, musste sich nach einer 0:3-Niederlage und einem 1:1 im Rückspiel aber in der zweiten Runde dem FK Vojvodina geschlagen geben. Sein Debüt in der erstklassigen Virslīga hatte er dann am 15. Spieltag bei einer 1:2-Niederlage gegen Skonto Riga, wo er in der Startelf stand und bereits in der 41. Minute für Elvis Stuglis eingewechselt wurde. Danach wurde er zumeist nur zur zweiten Halbzeit eingewechselt. Im Februar 2016 verließ er aber den Klub auch schon wieder und kehrte nach Bremen zurück.
Diesmal lief er für den FC Oberneuland in der Landesliga Bremen auf und schoss in seinen 15 Partien hier insgesamt 13 Tore. Nachdem er den Aufstieg mit der Mannschaft klargemacht hatte, verlängerte er seinen Vertrag aber nicht, sondern versuchte es noch einmal in England bei West Bromwich Albion. Dort kam er aber nur in der Reserve-Liga Premier League 2 ein einziges Mal bei einem 1:0-Sieg über die Blackburn Rovers zum Einsatz. Danach löste sich sein Vertrag auch schon wieder auf und er war fast ein ganzes Jahr ohne Verein.
Zum Oktober 2017 schloss er sich weiter in England dem Bognor Regis Town FC an und danach im Dezember des Jahres noch dem AFC Wrexham, wo er aber auch nur bis Ende Januar 2018 verblieb. Ab Juni 2018 bis zum Ende des Jahres lief er für den norwegischen Klub Strindheim IL auf.
Danach zog es ihn nach Österreich, wo er beim Drittligisten FC Mauerwerk einen Vertrag zur Saison 2019/20 unterschrieb. Dieser wurde nach einem halben Jahr allerdings auch schon wieder aufgelöst und seit der Saison 2020/21 spielte er für den SK Bischofshofen.